# 環境計量士
環境計量士（かんきょうけいりょうし）とは、計量法に基づく、経済産業省所管の国家資格であり、環境に関する濃度、騒音並びに振動についての計量結果を証明するのに必要である。毎年1回、通常は年度末頃に筆記試験が行われる。計量士の項も参照のこと。

## 試験科目
濃度関係
1. 環境関係法規及び化学に関する基礎知識
2. 化学分析概論及び濃度の計量
3. 計量関係法規
4. 計量管理概論

　　濃度関係の令和2年度合格率は16.4%であった。
騒音・振動関係
1. 環境関係法規及び物理に関する基礎知識
2. 音響・振動概論並びに音圧レベル及び振動加速度レベルの計量
3. 計量関係法規
4. 計量管理概論

　　騒音・振動関係の令和2年度合格率は18.4%であった。